# Артикс (Арјеж)
Артикс (фр. Artix (Ariège)) је насељено место у Француској у региону Миди Пирене, у департману Арјеж.
По подацима из 2011. године у општини је живело 123 становника, а густина насељености је износила 16,73 становника/km².

## Демографија
| 1962. | 1968. | 1975. | 1982. | 1990. | 2011. |
| ----- | ----- | ----- | ----- | ----- | ----- |
| 78    | 66    | 61    | 80    | 70    | 123   |